# Anaglyptus yakushimanus
Anaglyptus yakushimanus là một loài bọ cánh cứng trong họ Cerambycidae.